# La reina de la bellesa de Leenane
La reina de la bellesa de Leenane (en anglès The Beauty Queen of Leenane) és una obra de teatre escrita el 1996 pel dramaturg irlandès Martin McDonagh que va ser estrenada per la Druid Theatre Company a Galway (Irlanda). També va gaudir de representacions exitoses al West End de Londres, Broadway i Off-Broadway.
Va ser nominada al Premi Laurence Olivier com a millor obra per la producció londinenca i la producció de Broadway de 1998 va ser nominada a sis premis Tony, i en va guanyar quatre, a la millor actriu principal en una obra de teatre, a la millor actriu destacada en una obra, a la millor actriu destacada en una obra i millor direcció d'una obra de teatre.

## Produccions

### Història de la producció
L'obra va rebre la seva estrena mundial quan la Druid Theatre Company va obrir la producció al Town Hall Theatre, Galway l'1 de febrer de 1996. Després va fer una gira per Irlanda, actuant a Longford, Kilkenny i Limerick. Fou transferida al West End de Londres, on fou representada al Royal Court Theatre el 29 de febrer de 1996.
La producció Druid després va tornar a Irlanda per emprendre una extensa gira nacional, actuant a Galway, Cork, Kerry, Limerick, Fermanagh, Donegal i Derry entre d'altres. L'obra va tornar a Londres, on fou representada al Duke of York's Theatre el 29 de novembre de 1996 durant uns mesos.
L'obra fou produïda com a part de la Trilogia de Leenane dels Druid (que inclou dues altres obres de Martin McDonagh) en 1997 on fou representada com a part d'una altra gira irlandesa i del Regne Unit, que va incloure parades al Teatre Olympia de Dublín i novament al Royal Court Theatre de Londres (juliol a setembre de 1997).
L'obra va rebre la seva estrena nord-americana estrenant Off-Broadway l'11 de febrer de 1998, presentada per la Atlantic Theatre Company al Linda Gross Theatre.
Fou transferida al Walter Kerr Theatre a Broadway on fou estrenada el 23 d'abril de 1998.Va rebre sis nominacions als 52è Premis Tony i en va guanyar quatre: millor actor secundari (Tom Murphy); millor actriu (Marie Mullen); millor actriu secundària (Anna Manahan); i millor director (Garry Hynes), la primera dona que va rebre un Premi Tony com a directora d'una obra.
L'obra es va produir a Austràlia el 1998 i de nou el 1999. La producció de 1999 va ser una gira de la Royal Court Theatre Company, que va aparèixer a l'Adelaide Festival Centre (maig - juny de 1999) i Wharf 1 (juliol de 1999) i dirigida per Garry Hynes. La producció va tornar a Irlanda el 2000 com a part d'una gira nacional final.

### Reestrena a Londres de 2010
L'obra fou reestrenada el juliol de 2010 al Teatre Young Vic al West End, protagonitzada per l'actriu irlandesa Rosaleen Linehan. La producció es va traslladar al Gaiety Theatre de Dublín on Linehan on Linehan va tornar a protagonitzar el seu paper davant Derbhle Crotty. A continuació, va tornar al Young Vic per a una altra representació, tancant el setembre del 2011.

### Reestrena 2016-2017
La Druid Theatre Company va presentar una reestrena el 2016–2017. Dirigit per Garry Hynes, el repartiment incloïa Marie Mullen com a Mag, Aisling O'Sullivan com a Maureen, Aaron Monaghan com a Ray i Marty Rea com a Pato. La producció va començar al Town Hall Theatre de Galway el setembre de 2016, i després va recórrer a The Everyman, Cork; el Lime Tree Theatre de Limerick; i el Gaiety Theatre de Dublín. L'obra va fer gira als Estats Units a partir del novembre de 2016. L'obra fou representada al Mark Taper Forum, Los Angeles, California el novembre de 2016. Fou representada a la Brooklyn Academy of Music (Nova York), des de l'11 de gener al 5 de febrer de 2017. La producció va tornar a Irlanda, actuant al Gaiety Theatre; la representació original es va planificar del 28 de març al 15 d'abril de 2017, però finalment es va estendre a set mesos "a causa d'una demanda fenomenal".

## Argument
Maureen Folan, una conca de 40 anys, viu al poble irlandès de Leenane, Connemara, a principis dels anys 90 exercint de cuidadora de la seva mare Mag, de 70 anys. Mentre Maureen està fora, la casa Folan és visitada per Ray Dooley, un jove, que convida les dues dones a una festa de comiat per al seu oncle americà que visita. Quan sembla que Mag és incapaç de recordar aquest missatge, Ray ho anota a Maureen. Tan bon punt surt, Mag destrueix la nota al forn. Al retorn de Maureen, amonesta la seva mare per dependre d'ella com si fos una invàlida; malgrat el mal d'esquena i la mà cremada, Maureen creu que Mag és capaç de fer més coses per ella mateixa. Maureen ja s'ha assabentat de la festa de Ray, a qui va passar per la seva banda, de manera que castiga Mag per la seva deshonestedat obligant-la a beure Complan.
Maureen és verge i només ha fet un petó a dos homes, es compra un vestit nou i assisteix a la festa. Porta a casa el germà gran de Ray, Pato. Pato és un treballador de la construcció que viu principalment a Londres, tot i que no és feliç tant allà com a Leenane. Ell revela que, tot i que amb prou feines ha parlat amb Maureen durant vint anys, ha pensat en secret en ella com "la reina de la bellesa de Leenane" durant molt de temps. Ella el porta al seu dormitori. Al matí, Mag buida l'orinal a l'aigüera de la cuina, un hàbit diari que molesta a Maureen. Pato surt del dormitori i prepara l'esmorzar per a una Mag commocionada, revelant que Maureen va insistir que no es colés. A continuació, Maureen surt, vestida només amb la seva roba interior, i li fa por la intimitat amb Pato davant de Mag. Mag acusa Maureen d'haver-li cremat deliberadament la mà abocant oli calent al damunt, i després revela que és ella mateixa qui és legalment responsable de Maureen després d'haver-la signat fora d'una “bossa de caça” anglesa. Després que Mag vagi a buscar els papers que ho demostren, Maureen li diu a Pato que Mag va cremar-se intentant cuinar sense supervisar, però admet que realment va patir una aturada nerviosa mentre treballava com a netejadora a Anglaterra 15 anys abans, quan no podia suportar les burles dels seus companys de feina anglesos. Afirma que Mag de vegades intenta explicar mentides sobre el passat, pensant que Maureen no és capaç de distingir-les de la realitat. Pato és simpàtic, dient-li que la seva opinió sobre ella no canvia. Tanmateix, quan ell la insta a vestir-se amb calidesa, es torna insegura pel seu aspecte i té una enrabiada. Mag torna amb els documents, però Pato la ignora, i se'n va després de dir-li a una molesta Maureen que l'escriurà.
Un temps després, Pato escriu des de Londres, dient-li a Maureen que anirà a treballar pel seu oncle americà a Boston i vol que Maureen vingui amb ell tan aviat com pugui. La carta també revela que no va poder actuar sexualment quan estaven junts, però li diu que va ser només perquè havia begut massa. També li diu que hi haurà una festa per ell. Envia la carta a Ray, amb instruccions explícites per posar-la directament a les mans de Maureen. Tanmateix, quan Ray arriba a la casa, Maureen està a fora i Mag el convenç perquè li doni la carta a ella, jugant al seu ressentiment amb Maureen per no haver-li tornat la seva pilota que va caure al jardí de Folan quan era un nen i per haver-li arrabassat recentment al carrer. Després que Ray surt, Mag llegeix la carta i la crema.
A la nit de la festa de comiat de Pato, Maureen és conscient dels plans de Pato però suposa que no té interès a mantenir una relació. Tot i això, ella explica a Mag que va ser ella qui va acabar amb ell. Quan ella continua parlant sobre la trobada sexual, Mag se'n burla i deixa caure accidentalment que és conscient de la impotència de Pato. Maureen tortura a Mag amb oli calent fins que confessa l'existència i el contingut de la carta. Deixant que Mag s'arrossegui a terra, Maureen es posa ràpidament el vestit i se'n va a la festa.
Ella torna a casa després de la mitjanit, dient-li a una immòbil Mag que va atrapar Pato a l'estació de tren abans que marxés i que es van reconciliar. Al final de l'escena, Mag cau al terra, morta. Maureen li ha colpejat el cap.
Un mes després, se celebra el funeral de Mag arran d'una indagació que exonerava Maureen. Ray la visita, portant carta de Pato. Tanmateix, aviat queda clar que Maureen va imaginar la seva reunió amb Pato; en realitat va sortir en taxi sense veure mai Maureen. I ara s'ha compromès amb una dona amb qui ballava a la festa. Maureen demana a Ray que enviï un missatge a Pato, "La reina de la bellesa de Leenane diu 'Adéu'." Ray surt després de descobrir i agafar la seva pilota perduda. Sola a casa, Maureen es posa el jersei de Mag, s'asseu a la balancí i adopta els seus modismes.

## Premis i nominacions
Premis Olivier 1996
- Premi BBC a l'obra de l'any (nominació)[14]

Premis Toni 1998
- Millor obra (nominació)
- Millor actriu principal en una obra: Marie Mullen (guanyadora)
- Millor actor destacat en una obra -  Tom Murphy (guanyador)
- Millor actor destacat en una obra de teatre - Brían F. O'Byrne (nominació)
- La millor actriu destacada en una obra - Anna Manahan (guanyadora)
- Millor direcció d'una obra: Garry Hynes (guanyadora)

Premis Drama Desk 1998
- Obra destacada (guanyadora)
- Actriu destacada en una obra de teatre - Marie Mullen (nominació)

Altres premis
- 1998 Drama League Award a la millor obra (guanyadora)[15]
- 1998 Lucille Lortel Award a l'obra destacada (guanyador)[4][16]
- 1998 Lucille Lortel Award al director destacat (guanyador)[4]
- 1998 Outer Critics Circle Award millor obra de Broadway (gusnysfot)[17]
- 1998 Premi Drama Critics Circle (nominació)[4]

## Representacions a Espanya
Fou representada en català al Teatre Villarroel l'octubre de 1998 sota direcció de Mario Gas, adaptada per Vicky Peña i escenografia d'Alejandro Andújar, interpretada per Vicky Peña (Maureen), Montserrat Carulla (Mag Folan), Àlex Casanovas i Jacob Torres.
També fou representada en gallec amb el títol A raiña da beleza de Leenane a la Sala Yago de Santiago de Compostel·la el 2006 dirigida per Xúlio Lago, adaptada per Avelino González i Olga F. Nogueira, i interpretada per María Barcala (Maureen), Teresa Horro (Mag Folan), Marcos Vieitez (Pato) i Rubén Riós (Ray).